# Kahlgesichtbülbül

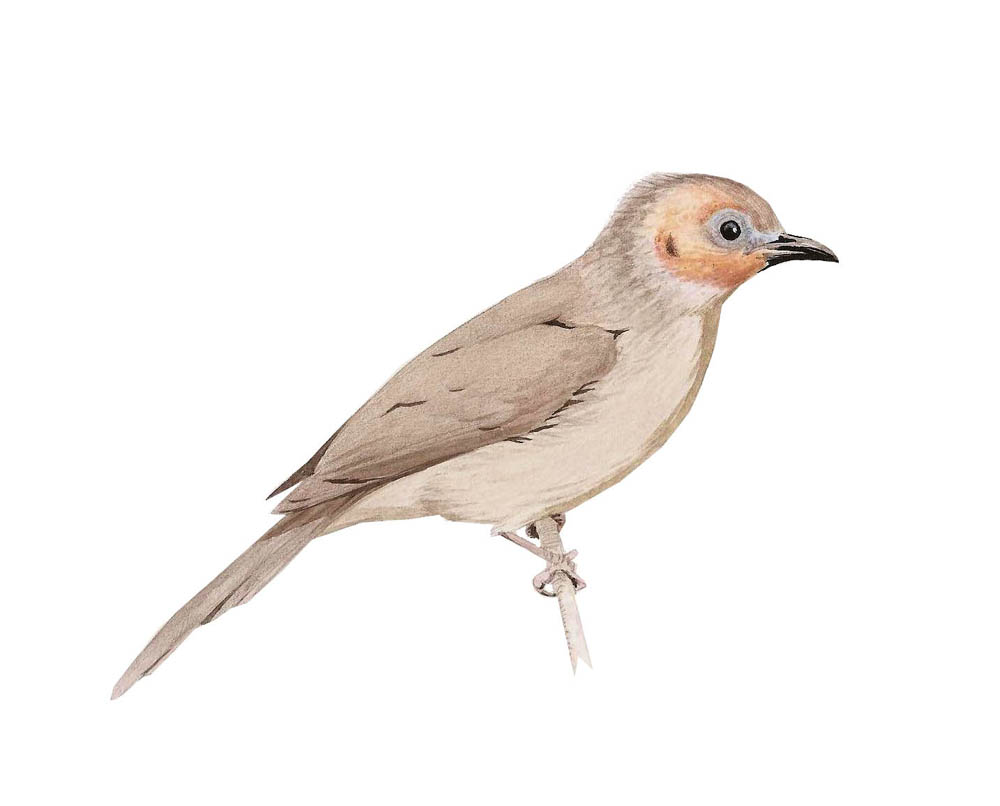
Zeichnung des Kahlgesichtbülbüls

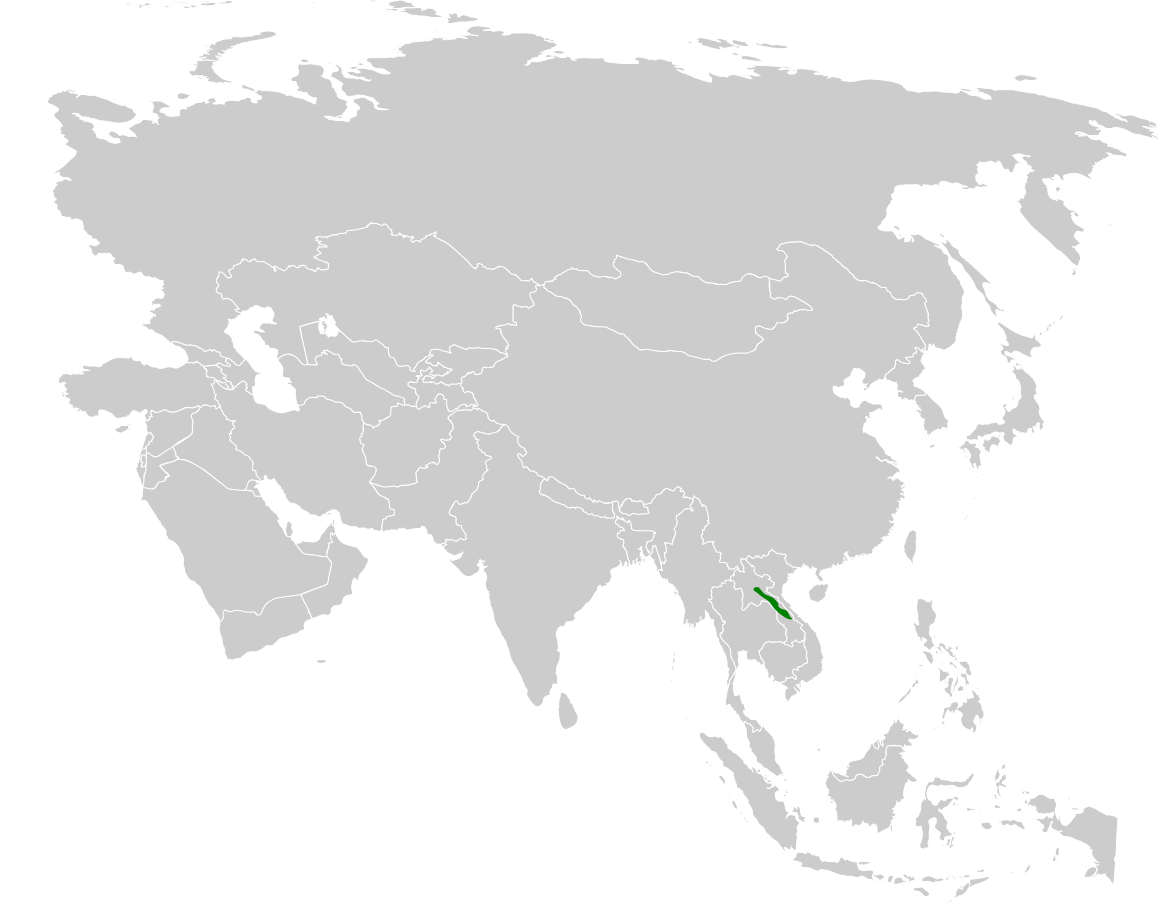
Verbreitung des Kahlgesichtbülbüls

Der Kahlgesichtbülbül (Nok hualon, Syn.: Pycnonotus hualon) ist ein endemisch in Laos vorkommender Singvogel aus der Familie der Bülbüls. Das Artepitheton wurde in Anlehnung an das aus der laotischen Sprache stammende Wort Hualon, das die Bedeutung „Kahlkopf“ hat, gewählt und bezieht sich auf die nahezu fehlende Befiederung am Kopf des Vogels.

## Entdeckung der Art
In den 1990er Jahren wurden in der Provinz Khammuan in Laos einige Bülbüls gesichtet, deren Aussehen den Ornithologen merkwürdig erschien, es konnten jedoch keine näheren Angaben dazu gemacht werden. 2008 gelang es in der Nähe der Phou Xang He National Protected Area, einige der bis dahin unbekannten Vögel zu fangen und zu beschreiben.

## Taxonomie
Phylogenetische Studien, die 2018 durchgeführt wurden, ergaben, dass der Kahlgesichtbülbül nicht zu der in der ursprünglichen Beschreibung angenommenen Gattung Pycnonotus passt. Um seine einzigartige Morphologie hervorzuheben, wurde die neue, monotypische Gattung Nok kreiert. Nok bedeutet in der laotischen Sprache „Vogel“.

## Beschreibung
Der Kahlgesichtbülbül erreicht eine Gesamtlänge von etwa 19 Zentimetern und ein Gewicht von ca. 32,7 Gramm. Diese Angaben beziehen sich auf den für die Erstbeschreibung vermessenen Holotyp, ein Weibchen. Das Rückengefieder hat eine olivgrüne Farbe, der Bauch ist hell graubraun, die Kehle weißlich. Namensgebend und typisch für die Art ist das nahezu nackte, rosafarbene Gesicht, das um die Augen hellblau gefärbt ist.

## Ähnliche Arten
Der Kahlgesichtbülbül unterscheidet sich von anderen Bülbülarten durch die nahezu vollständige Abwesenheit von Konturfedern auf dem Gesicht und der Seite des Kopfes sowie durch den hellblauen Hautbereich über den Augen.

## Verbreitung und Lebensraum
Der Kahlgesichtbülbül wurde bisher lediglich in wenigen Gebieten von Laos nachgewiesen, so in den Provinzen Bolikhamsai, Khammuan und Savannakhet. Alle Beobachtungen erfolgten in trockenen, karstigen Gegenden und an Kalkstein-Felsen. Die Vegetation wird dort von kleinen Laubbäumen, Büschen und Sträuchern dominiert. Da sich ähnliche Landschaftsformationen bis nach Vietnam erstrecken, gehen die Erstbeschreiber davon aus, dass die Vögel auch dort anzutreffen sind. Weitere Untersuchungen bezüglich der Habitat-Präferenzen sowie der Ausbreitung der Art sind erforderlich.

## Lebensweise
Menschen gegenüber verhalten sich die Kahlgesichtbülbüls wenig scheu. Sie sind zu allen Tageszeiten aktiv. Oftmals sind sie in kleinen Gruppen von bis zu fünf Vögeln anzutreffen. Sie sitzen gerne auf Kalksteinfelsen und wurden nur selten am Boden beobachtet. Als Nahrung wurden Feigen sowie Beeren von meist laubarmen Sträuchern festgestellt. Über das Brutverhalten der Art liegen noch keine Erkenntnisse vor.